# Cuaespinós de Des Murs
El cuaespinós de Des Murs (Sylviorthorhynchus desmurii) és una espècie d'ocell de la família dels furnàrids (Furnariidae).

## Hàbitat i distribució
Viu al bosc humid de Nothofagus i bosquets de bambú de les terres baixes del centre i sud de Xile, incloent l'illa Mocha, i oest i sud de l'Argentina.